# Ne'ot Afeka Bet

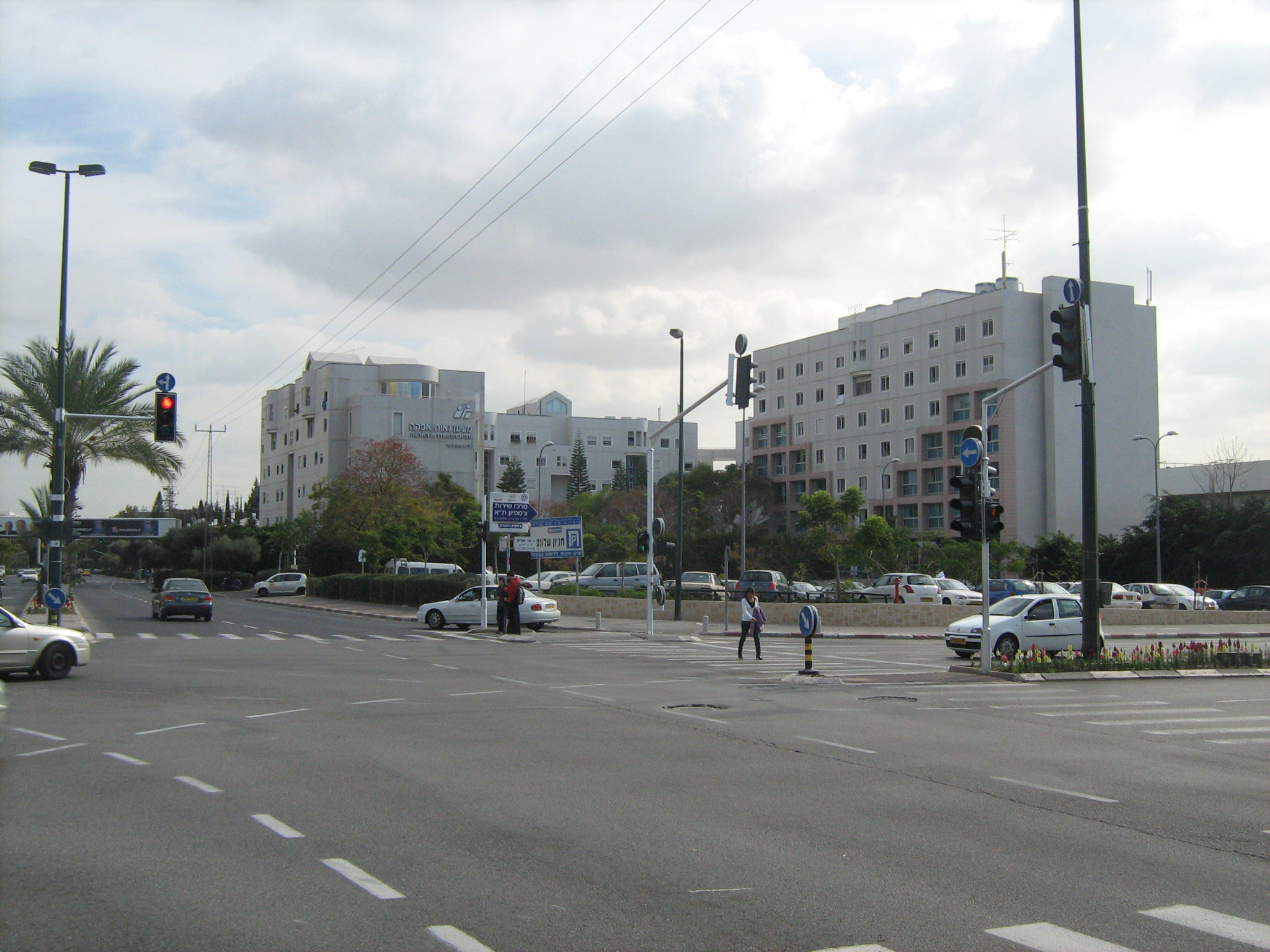
Zástavba ve čtvrti Ne'ot Afeka Bet, křižovatka ulic Keren kajemet le-Jisra'el a Bnej Efrajim

Ne'ot Afeka Bet (hebrejsky: 'נאות אפקה ב) je čtvrť v severovýchodní části Tel Avivu v Izraeli. Je součástí správního obvodu Rova 2 a samosprávné jednotky Rova Cafon Mizrach. Spolu se sousední čtvrtí Ne'ot Afeka Alef tvoří širší urbanistický celek Ne'ot Afeka.

## Geografie
Leží na severovýchodním okraji Tel Avivu, cca 3,5 kilometru od pobřeží Středozemního moře a cca 2 kilometry severně od řeky Jarkon, v nadmořské výšce okolo 40 metrů. Dopravní osou je silnice číslo 482 (ulice Moše Sne a Pinchas Rosen), která probíhá po východním okraji čtvrti. Na východu sousedí se čtvrtí Ramot Cahala a Revivim, na jihu s Ne'ot Afeka Alef, na západě s Tel Baruch Darom a na severu s Tel Baruch Cafon.

## Popis čtvrti
Plocha čtvrti je vymezena na severu křižovatkou ulic Bnej Efrajim a Moše Sne, na jihu ulicí Avraham Šlonski, na východě Pinchas Rosen a na západě třídou Bnej Efrajim. Zástavba má charakter vícepodlažních bytových domů. V roce 2007 tu žilo 4 913 obyvatel.  Součástí čtvrti je i urbanistický soubor Giv'at ha-Perachim (גבעת הפרחים, Květinový vrch), který zde vyrostl jako jednotně koncipovaný areál vysokopodlažní bytové výstavby.